# ポリビニルポリピロリドン
ポリビニルポリピロリドン(Polyvinylpolypyrrolidone、PVPP)は、架橋の多いポリビニルピロリドンである。
PVPPは、医薬品の錠剤の崩壊剤として用いられる。PVPPは架橋があるため、水を吸収し急速に膨張するにもかかわらず水に溶けない。この性質のため、錠剤の崩壊剤として有用となっている。
また、PVPPは、錠剤や懸濁液の形で、下痢を引き起こすリポ多糖を吸収するための薬剤としても用いられる（骨炭、木炭を参照）。
さらに、凝集と濾過を行うことにより、不純物の清澄剤としてワイン醸造等に用いられる。同じ原理でビールのポリフェノールを除去することにより、ビールを澄ませ、泡を安定させる。そのような商品の1つは、Polyclarと呼ばれる。PVPPは、タンパク質中のペプチド結合（特にプロリン残基）に似た結合を形成し、そのためタンパク質と同様にタンニンを沈殿させることができる。
PVPPのE番号はE1202であり、安定剤として用いられる。